# Neopenthes pallidihumeralis
Neopenthes pallidihumeralis is een keversoort uit de familie kniptorren (Elateridae). De wetenschappelijke naam van de soort is voor het eerst geldig gepubliceerd in 1973 door Kishii.